# 三維渲染

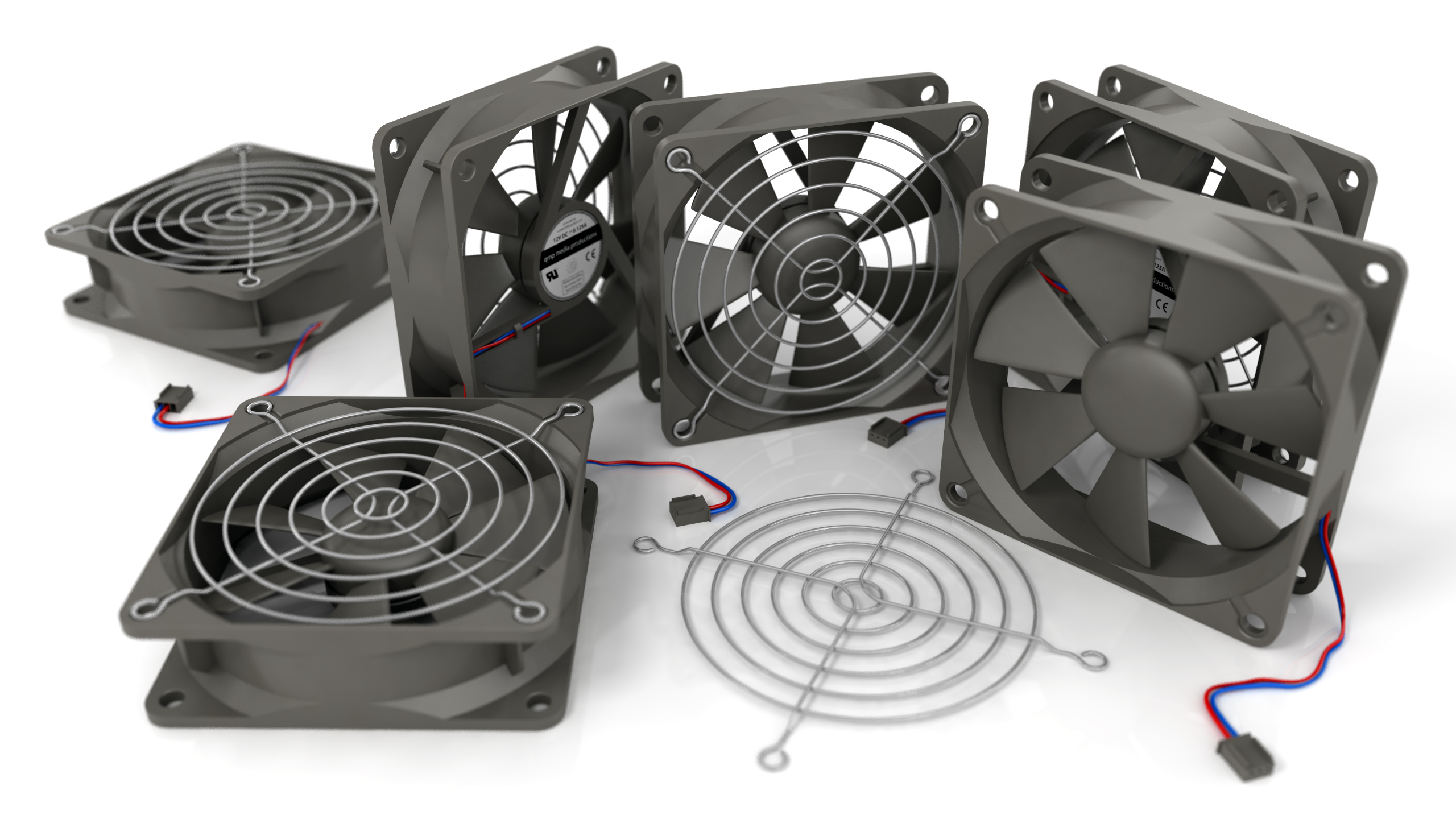
使用辐射度算法渲染、程序纹理和程序纹理对6个散熱風扇进行3D渲染

三维渲染是指在电子计算机上将三维模型转换为二维计算机图形的三维计算机图形制图过程，也就是从准备的场景创建实际的二维景象或动画的最后阶段。这可以和现实世界中在布景完成后的照相或摄制场景的过程相比。三维渲染包括無偏渲染以及非真实感绘制。3D计算机图形学中流行的表面着色算法包括浓淡处理、Gouraud着色法以及Phong著色法。

## 实时渲染
用于诸如游戏或模拟程序这样的交互式媒体的渲染需要实时计算和显示，速度约为20到120帧每秒。非交互式媒体（譬如录象或电影），渲染的慢得多。非实时渲染使得有限的计算能力得以放大以获得高质量的画面。复杂场景的单帧的渲染速度可能从几秒到一个小时或者更多。渲染完成的帧存贮在硬盘，然后可能转录到其它媒介，例如电影胶卷或者光盘。然后这些帧以高帧率播放，通常为24，25，或30帧每秒，以达成运动的假象。
最后的作品经常会需要达到真实感图形质量，要达到这个目的，很多不同和专门的渲染技术被发展出来。这些技术的范围包括相当非真实感的线框模型渲染技术，到基于多边形的渲染，到更高级的技术，例如：扫描线渲染、光线跟踪或者辐射着色。

## 应用
渲染软件可以模拟例如镜头光晕、景深或者运动模糊这样的视觉效果。这些技术试图模拟镜头和人眼的光学特性所造成的视觉现象。这些技术可以增加场景的真实程度，虽然该效果可能只是镜头的人造模拟现象。
为模拟其他自然发生的效应的各种技术被发展出来，例如光和不同形式的物质的相互作用。这些技术的例子包括粒子系统（它可以模拟雨，烟，或者火），体采样（用于模拟雾，尘或者其它空间大气效果），焦散效果（用于模拟光被不均匀折射性质的表面所聚焦的现象，例如游泳池底部的光的涟漪），还有次表面散射（subsurface scattering，用于模拟光在人的皮肤这样的实体对象内部反射的现象）。
渲染过程计算上很昂贵，特别是所模拟的物理过程复杂且多样时。计算机的处理能力逐年上升，使得真实感渲染的质量渐进的提高。生产计算机动画的电影工作室可能用渲染农场（render farm）来进行及时的渲染。但是，硬件费用的下降使得在家庭计算机系统上产生少量的三维动画完全成为可能。
渲染器经常包含在三维软件包中，但是有一些渲染系统作为流行三维应用程序的插件使用。这些渲染系统包括Final-Render，Brazil r/s，V-Ray，Mental Ray，POV-Ray，和Pixar Renderman。
这些渲染程序的输出经常用于最终电影场景的一小部分。很多材料的层次可以分别渲染，然后采用合成软件集成到最终的画面中。

## 另見
- Architectural rendering（英语：Architectural rendering）
- 环境光遮蔽
- 计算机视觉
- Geometry pipeline（英语：Geometry pipeline）
- 几何处理
- 图形
- 圖形處理器 (GPU)
- 输出设备
- Image processing（英语：Image processing）
- Industrial CT scanning（英语：Industrial CT scanning）
- 画家算法
- Parallel rendering（英语：Parallel rendering）
- 反射 (计算机图形学)
- SIGGRAPH
- 立体渲染

## 外部鏈接
- How Stuff Works - 3D Graphics （页面存档备份，存于）
- History of Computer Graphics series of articles (网站时光机 copy)